# Michel Lévy (éditeur)
 (mai 2022).
Pour les articles homonymes, voir Michel Lévy.
Michel Lévy (1821-1875) fut le fondateur de la maison d’édition Michel Lévy frères qui devint plus tard Calmann-Lévy.

## Biographie
Né à Phalsbourg, il est le fils d’un colporteur d'origine juive. En 1836, à l’âge de quinze ans, il ouvre un cabinet de lecture et une "bibliothèque théâtrale" à Paris, rue Marie-Stuart, sous le nom de Michel Lévy frères. En 1842, il déménage son entreprise dans le passage du Grand-Cerf. En 1845, il fait participer ses frères, Kalmus dit Calmann et Nathan. Nathan se retira de l’entreprise en 1850. Il a édité diverses œuvres dramatiques, dont des collections comme la bibliothèque dramatique, le théâtre contemporain illustré et plus particulièrement la collection à succès Michel Lévy en 1856. Le succès financier lui permet d’ouvrir une grande librairie rue Auber.
Les frères Lévy publièrent la plupart des grands auteurs français de la seconde moitié du XIXe siècle, dont Dumas, Balzac, Hugo, Sand, Flaubert, Baudelaire, Stendhal et Nerval. Les frères font également leur entrée sur le marché florissant des périodiques, publiant des revues comme L’Entracte, L’Univers illustré, Le Journal du jeudi et Le Journal du dimanche. Michel Lévy fut décoré de la légion d’honneur en 1873 et mourut subitement le 4 mai 1875. George Sand écrivit sa notice nécrologique dans l’édition du 15 mai de L’Univers illustré. L’entreprise fut reprise par son frère Kalmus dit Calmann, sous le nom de Calmann-Lévy.